# 洛沃斯岛
洛沃斯岛（西班牙語：Isla de Lobos）是西班牙加那利群岛中的一个小岛，位于富埃特文图拉岛东北边两公里处。行政上隶属于拉奥利瓦市镇。小岛面积为4.68平方公里。自1982年起该岛为一个自然保护区（洛沃斯岛自然公园）。
游客可以从富埃特文图拉岛北部的科拉莱霍乘坐渡轮前往此岛。岛上有日间设施和本地渔民的周末住所。岛上可以参加组织的徒步行走和浮潜活动。小岛的东北角有蓬塔马蒂尼奥灯塔。灯塔的守护人及家属是该岛最后常住居民，直至1960年代灯塔自动化的时候。
1405年让·德贝当古把洛沃斯岛作为攻占富埃特文图拉岛的补给站。

## 地理
如同加那利群岛的其他岛屿一样，洛沃斯岛也是一个火山岛。其年龄估计为6000到8000年。岛上的最高点在一个破火山口上，海拔127米。岛上有个小的湖泊，但降雨量稀少，地貌干旱。

## 图集

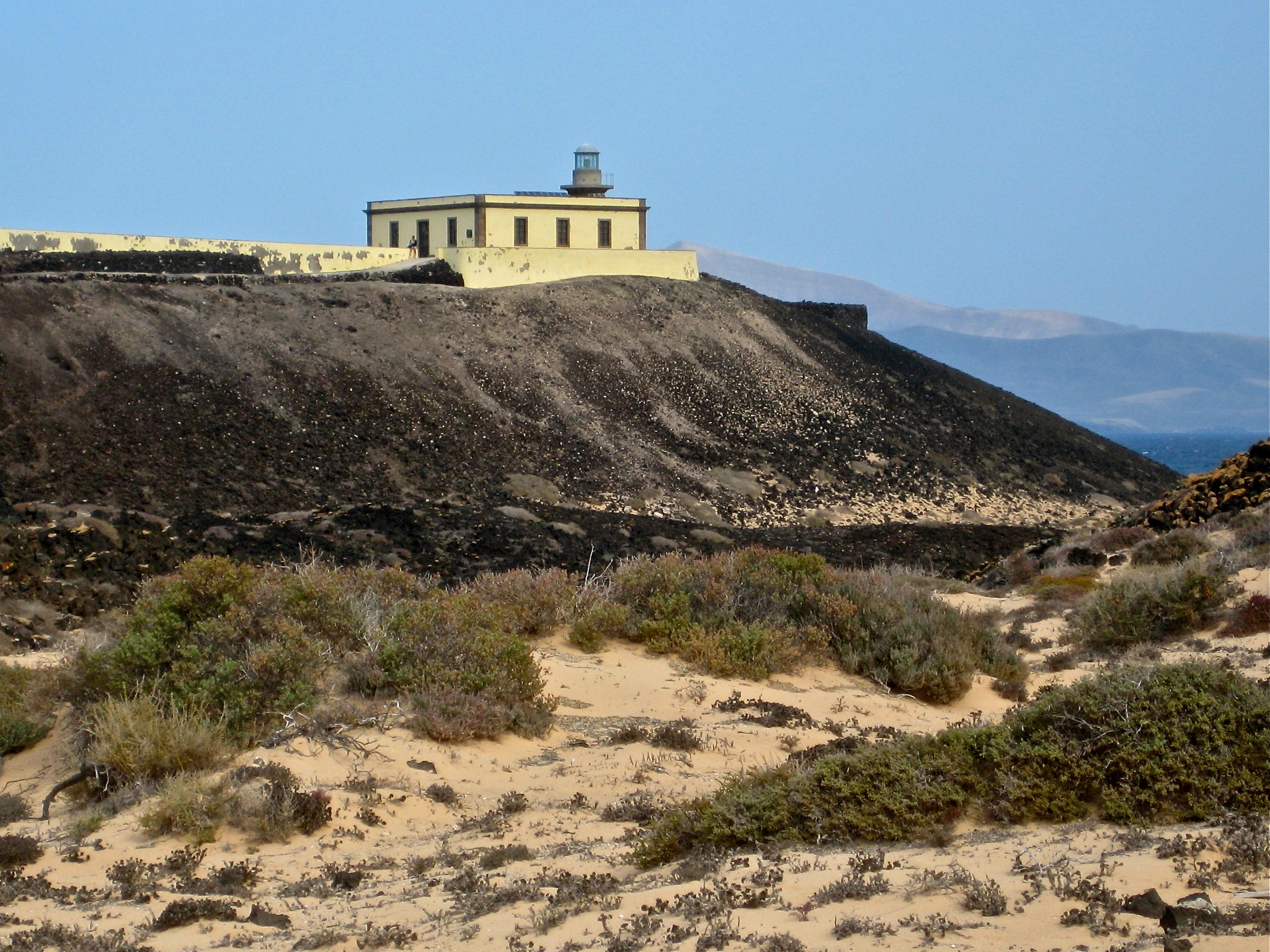
蓬塔马蒂尼奥灯塔（英语：Punta Martiño Lighthouse）
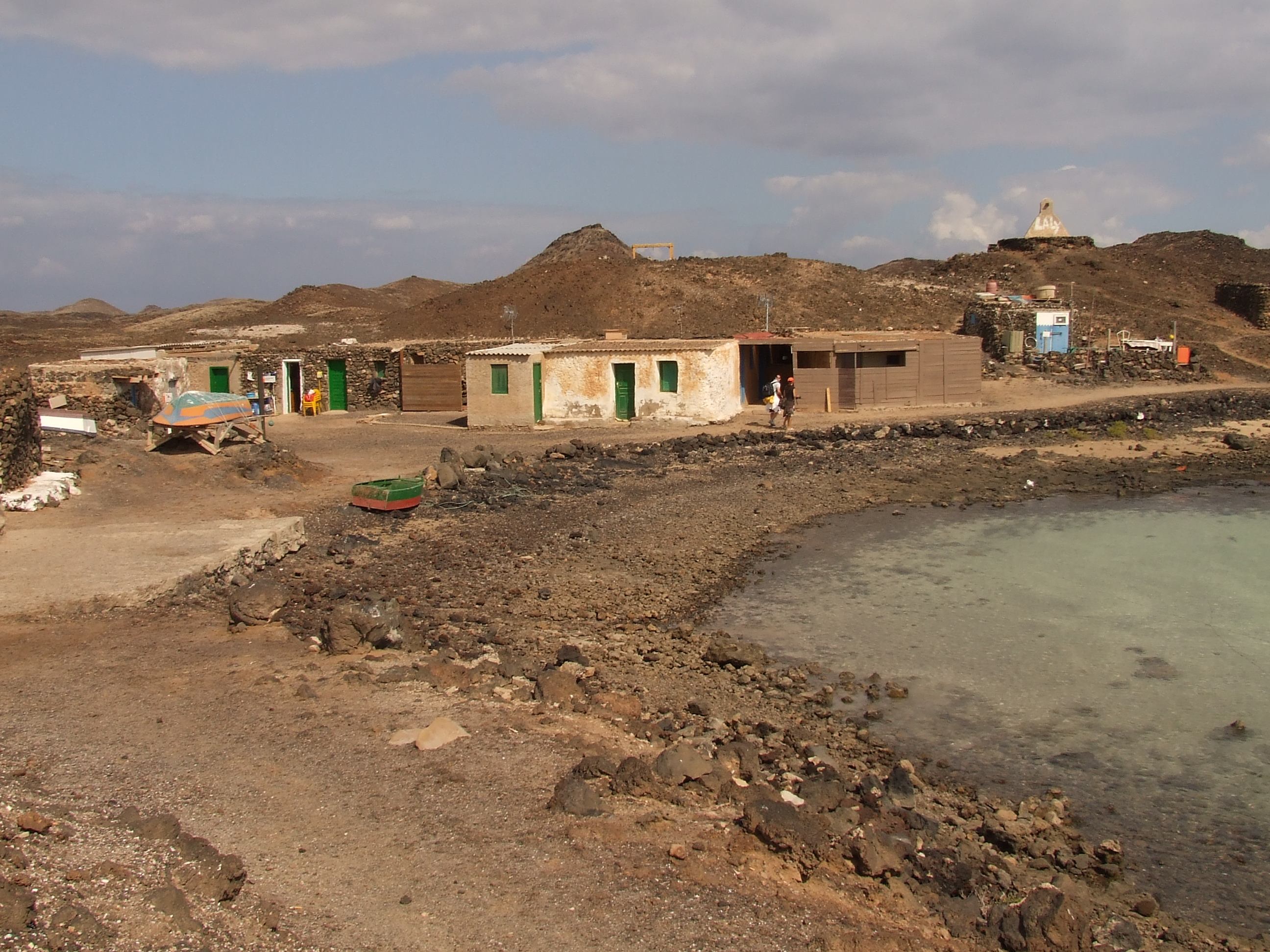
岛上的房子
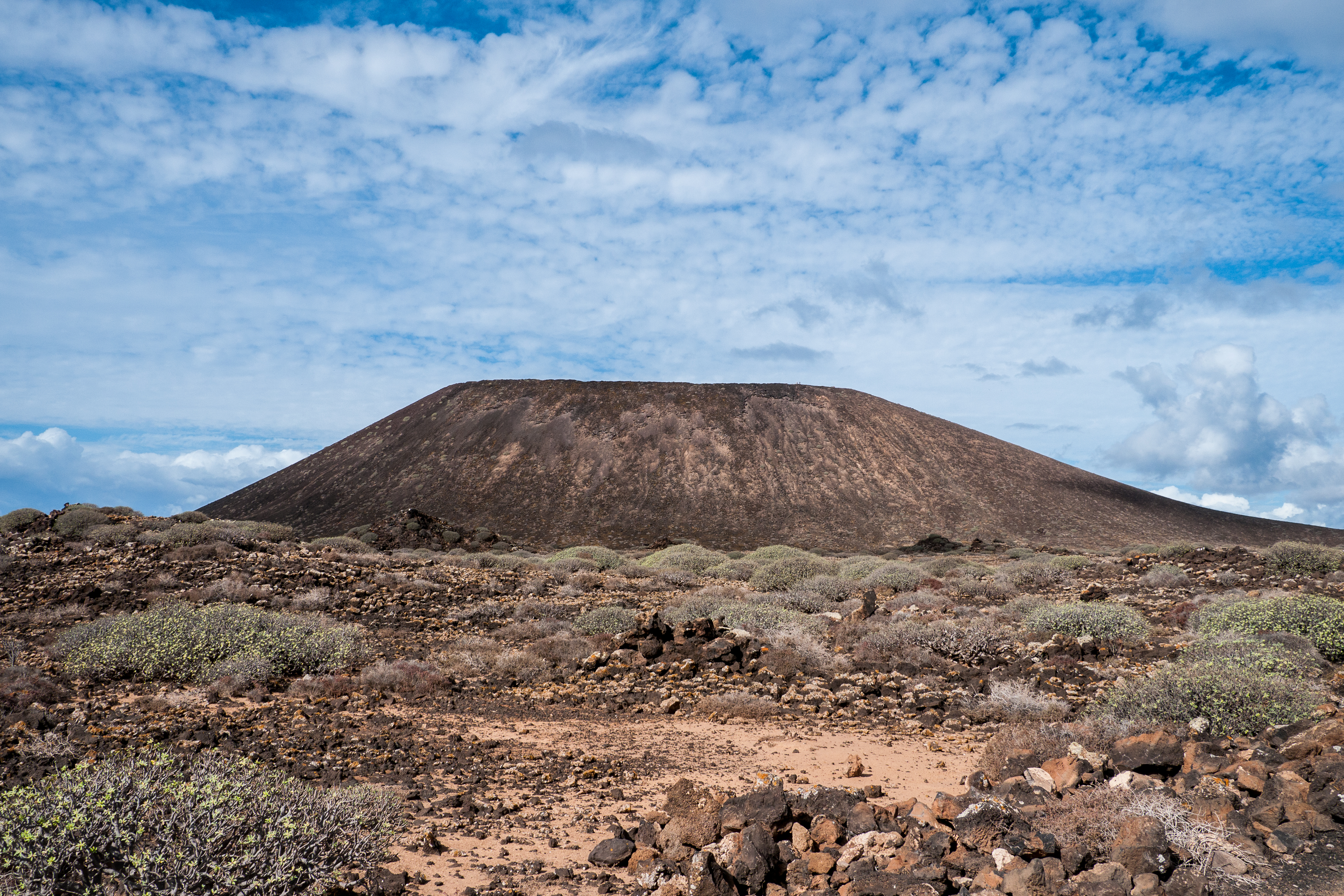
火山口
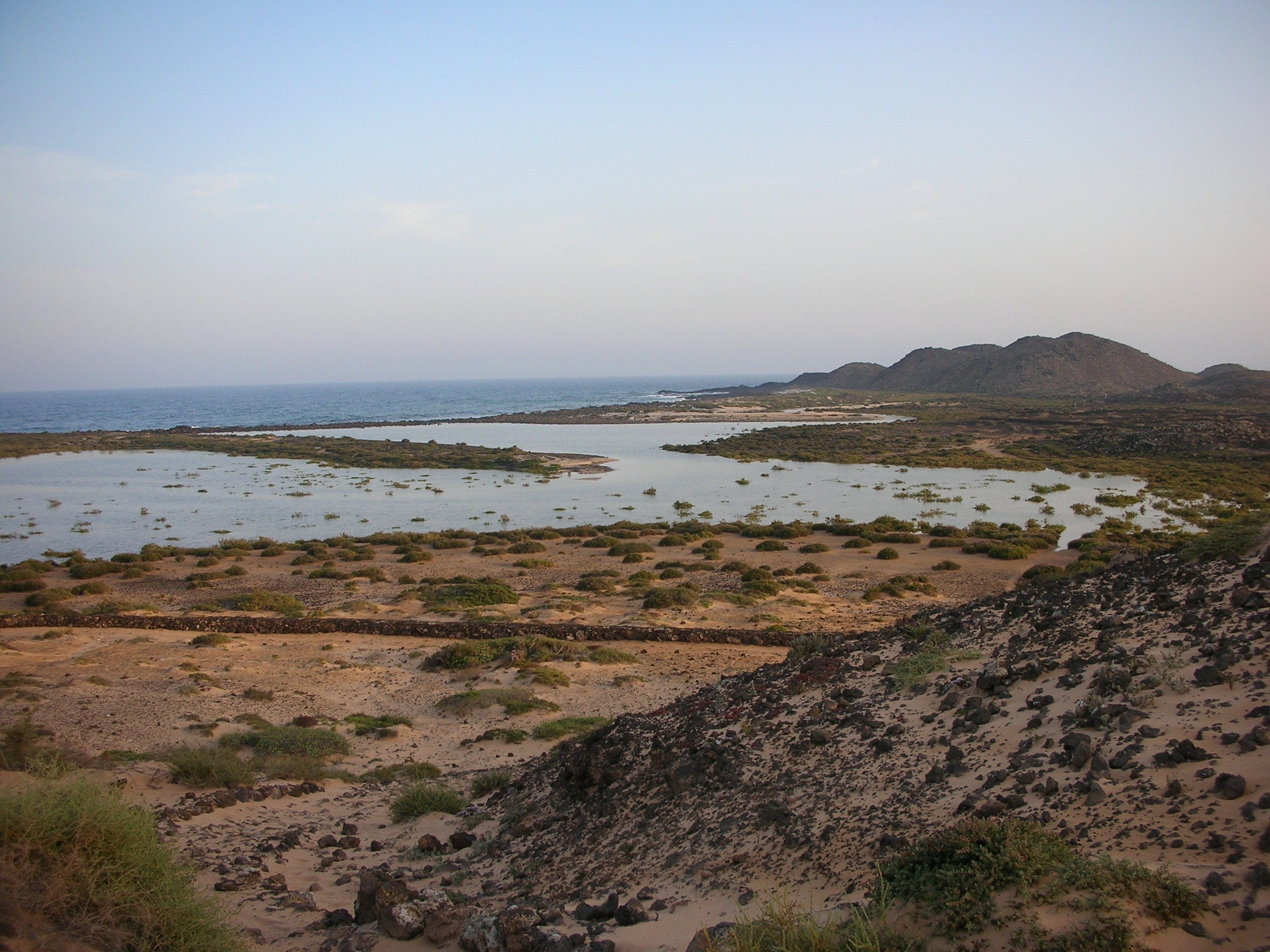
岛上的泻湖
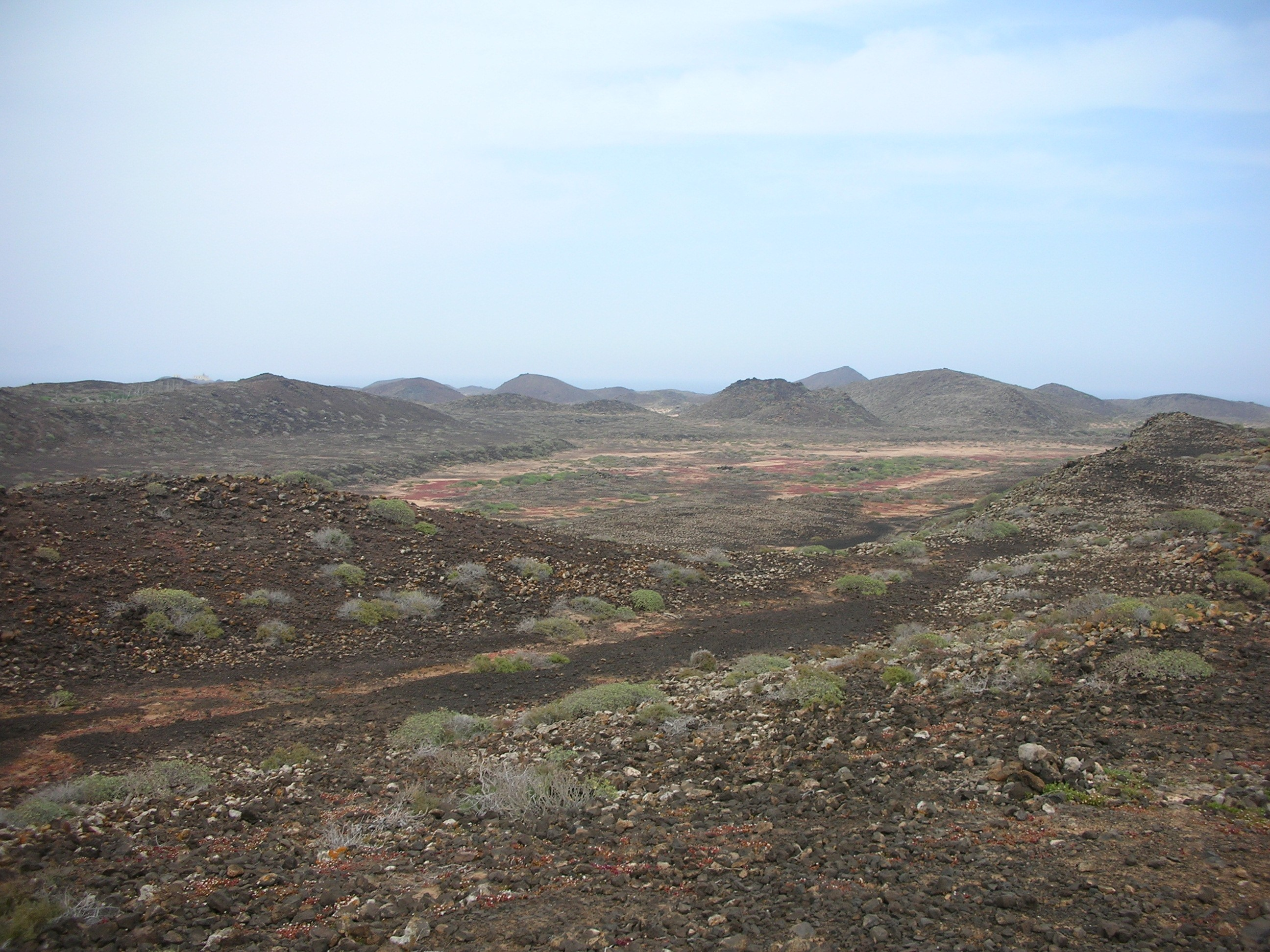
岛的中部
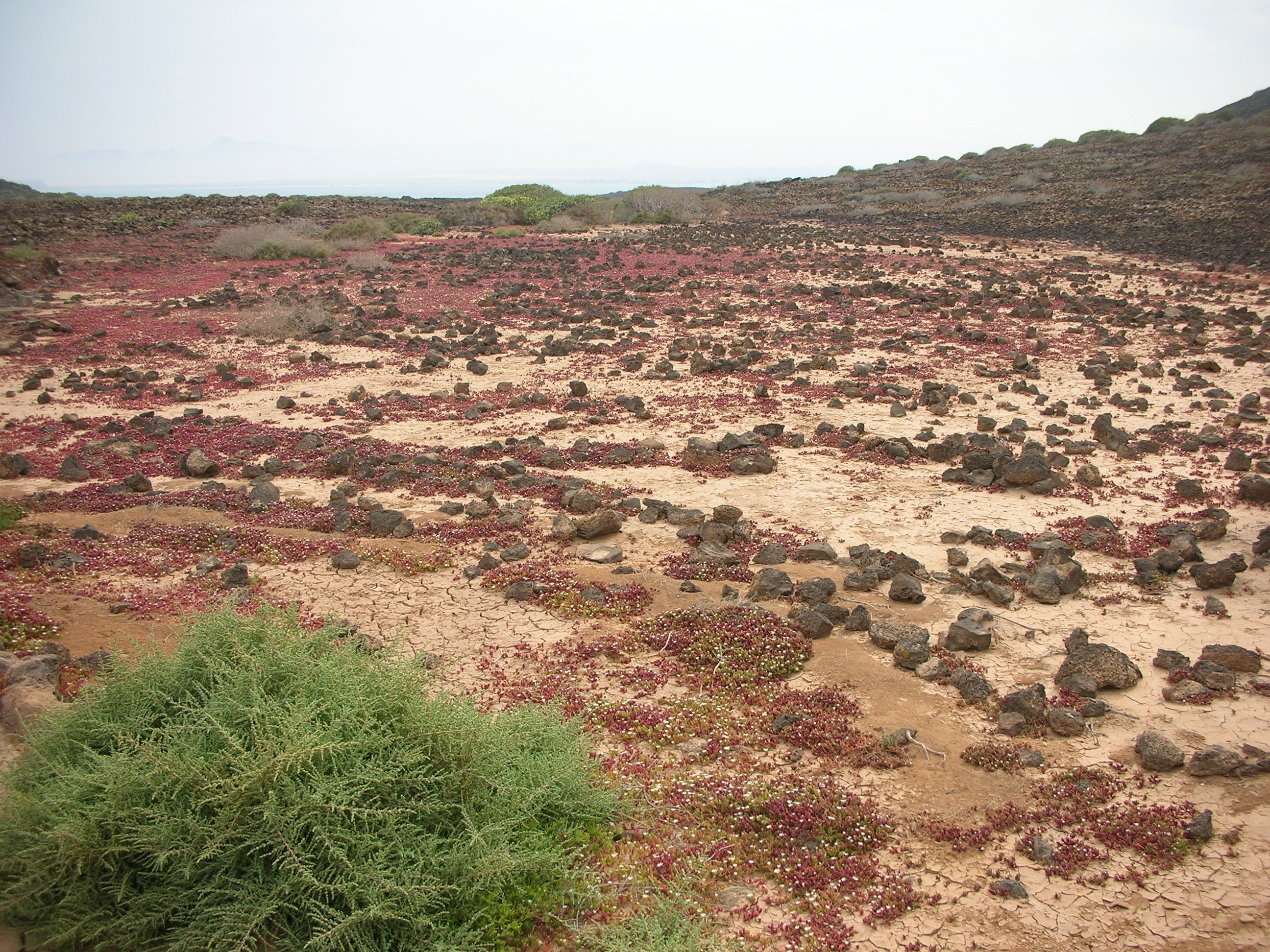
岛的中部
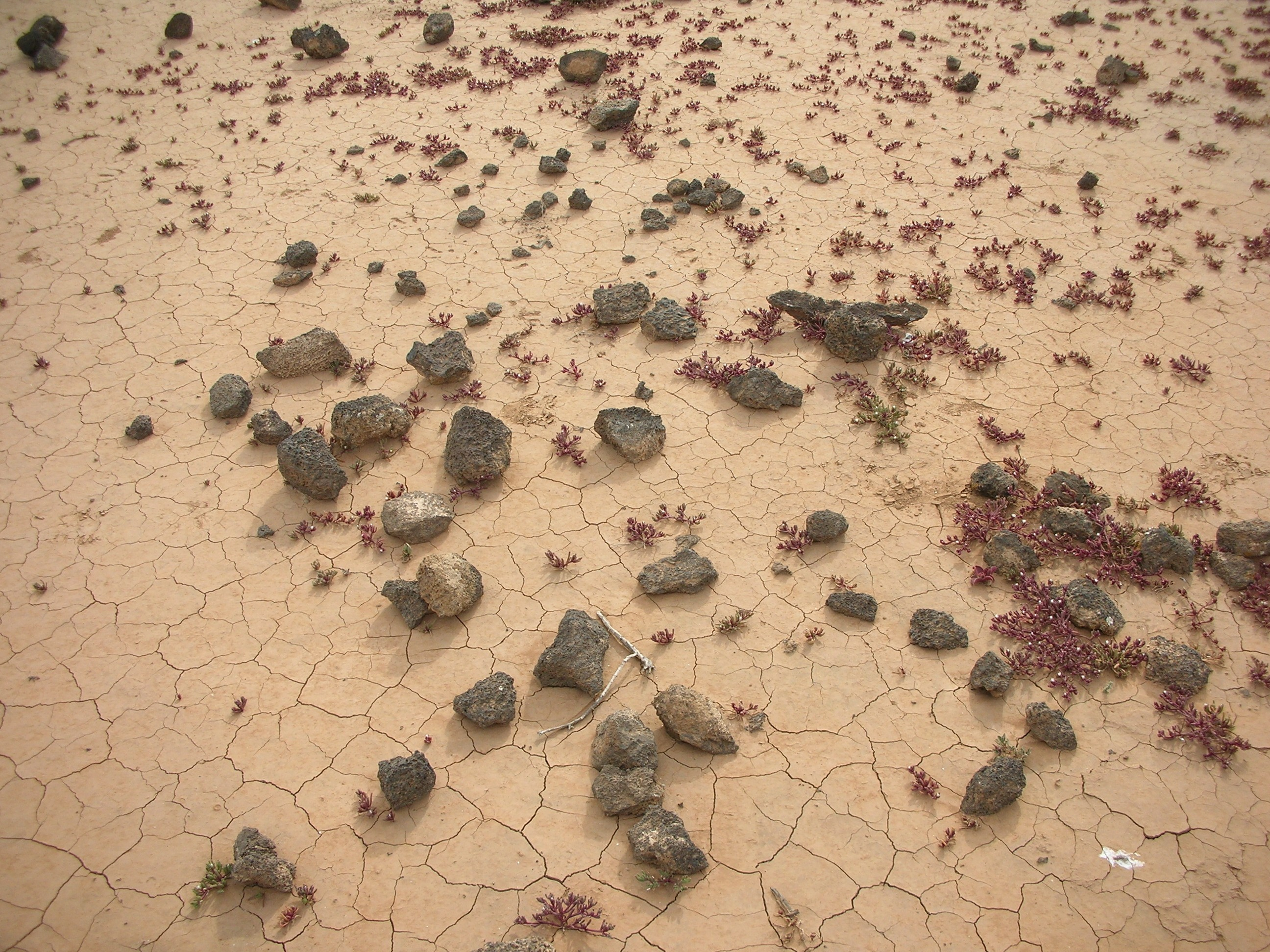
岛上典型的土壤
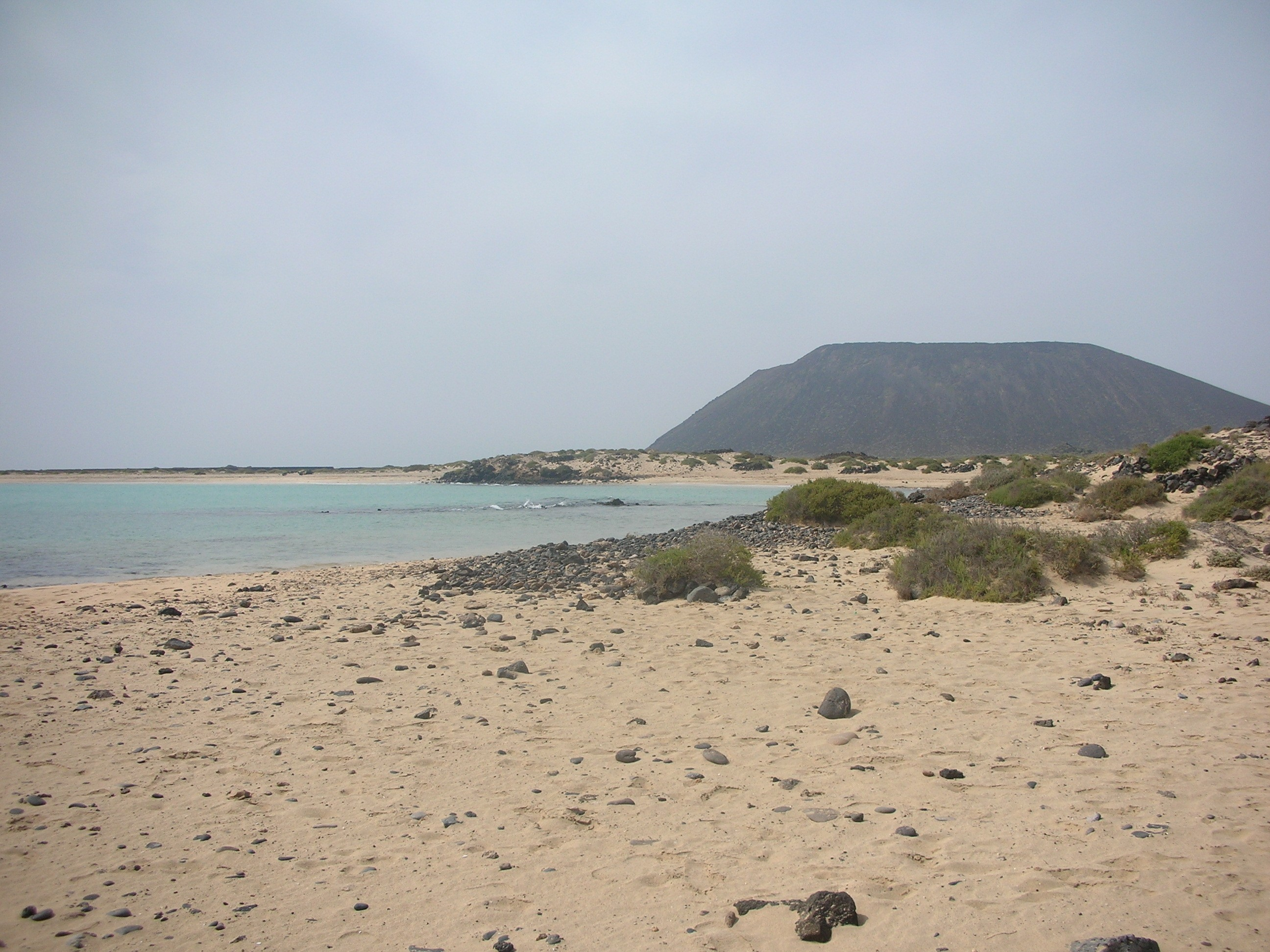
泻湖风景